# 黒い報告書
黒い報告書(くろいほうこくしょ)とは、新潮社発行の週刊誌「週刊新潮」にて掲載されている小説。
1960年11月21日号から掲載開始され、1999年4月に一旦終了したが2002年5月に復活。現在でも続いている長寿コーナーである。

## 原作小説
実際にあった事件を元にフィクション化した1話読み切りの4ページ分の小説である。
作品中には必ず濡れ場のシーンが入っており、コーナーの名物となっている。描かれるのは「『色と欲』でひとつの事件が起こり、そして人生が破滅していく」という世界であり、事件の真相に迫る よりは、欲望に翻弄される人間の愚かな姿を描くことに重点が置かれている。

### 過去・現在の執筆陣
新田次郎、水上勉、城山三郎、井上光晴、重松清、志水辰夫、増田晶文、杉山隆男、髙山文彦、内田春菊、中村うさぎ、岩井志麻子　ほか
なお、井上光晴は『幻影なき虚構』（勁草書房、1966年）に、この欄で執筆したいくつかの作品を収録した。

## 漫画版
原作小説をもとに2008年から約1年間、『週刊コミックバンチ』誌上で連載された。作画は渡辺保裕。

### 単行本
コミックスは全3巻。

## テレビドラマ版
2012年、BSジャパンで、同局初のオリジナルテレビドラマとしてテレビドラマ版が放映された。
原案なしのオリジナルストーリーと過去の作品の映像化の二本立てとなっている。原作小説の骨格のままドラマ化するのではなく、「週刊新潮編集部の『黒い報告書』の担当編集者と、『黒い報告書』を書く事になった新人女性作家がコンビとなり、『黒い報告書』の執筆を通じて一つの事件の真相に迫っていく」という構成となっている。

### メインキャスト
- 真田淳一(週刊新潮編集部『黒い報告書』担当)：石黒賢
- 江藤一輝(週刊新潮編集長)：川村毅
- 木滑順之介(週刊新潮副編集長)：有薗芳記
- 中川鈴香(週刊新潮編集部アルバイト)：武田梨奈

### 放映リスト・キャスト
第1弾「孤独」：2012年6月9日放映
- 第1の報告書「かげぼうしの女」監督：深作健太(TVドラマ初演出)

村川絵梨、手塚とおる、田中里衣、山田裕貴、松沢蓮、水田芙美子　ほか
- 第2の報告書「誘蛾灯の女」監督・編集：吉田浩太　原案：重松清

須藤理彩、津村知与支、高瀬媛子、篠原友希子、蒲生純一　ほか
第2弾「仮面」：2012年12月8日放映
- 第3の報告書「リア充の女」監督：深作健太　原案：岩井志麻子

広田レオナ、平田薫、宮地大介、岩井志麻子　ほか
- 第4の報告書「見つめる女」監督：篠原哲雄

京野ことみ、松田かほり、竹中友紀子、北山雅康、関本昇平、花澄　ほか
第3弾「誤解」：2013年7月6日放映
- 第5の報告書「たかる女」監督：深作健太

酒井法子、大和田獏、宝積有香、太宰美緒、辻本晃良、吉満涼太、篠原哲雄　ほか
- 第6の報告書「便利な女」監督：望月六郎　原案：内藤みか

北川弘美、柄本佑、吉田侑生、國元なつき、粕谷奈美、桜井聖　ほか

### オールスタッフ
- 脚本：日比野ひとし
- 音楽：遠藤浩二
- 企画協力：新潮社、週刊新潮編集部
- 企画：伊藤淳也
- プロデューサー：森田昇、波多野健、平埜敬太
- 製作：BSジャパン、イースト・エンタテインメント

## 注
1. ↑  井上光晴は名張毒ぶどう酒事件を題材にした当該項目で、再審請求を続けている被告を真犯人とする立場で執筆した